# Europees kampioenschap voetbal 2012 (Groep B) Portugal - Nederland
Dit artikel gaat over de wedstrijd in de groepsfase in groep B tussen Portugal en Nederland die gespeeld werd op 17 juni 2012 tijdens het Europees kampioenschap voetbal 2012.
Het was de negentiende wedstrijd van het toernooi en werd gespeeld in het Metaliststadion in Charkov.

## Voorafgaand aan de wedstrijd
- Op de FIFA-wereldranglijst van mei 2012 stond Portugal op de 5e plaats, Nederland op de 4e plaats.[1]
- Van de tien ontmoetingen tussen beide landen, wist Nederland er tot op heden slechts één te winnen. De enige overwinning dateert al van 16 oktober 1991. Dit betrof een in Rotterdam gespeelde kwalificatiewedstrijd.
- In die tien wedstrijden wist Nederland bovendien slechts vijf keer het net te vinden, tegenover 12 doelpunten voor de Portugezen.
- De laatste twee ontmoetingen vonden beide plaats op een groot eindtoernooi, waarvan de laatste ontmoeting de memorabele achtste finale van het WK 2006 betreft. Scheidsrechter Valentin Ivanov deelde liefst 16 gele kaarten uit, waaronder 4 spelers die met 2 keer geel werden weggestuurd. Bij beide ontmoetingen trok Portugal aan het langste eind.

## Wedstrijdgegevens

De basisopstellingen van beide landen

| Datum                | 17 juni 2012                   | 17 juni 2012                   |
| Wedstrijdnummer      | 19                             | 19                             |
| Stadion              | Metaliststadion, Charkov       | Metaliststadion, Charkov       |
| Toeschouwers         | 37.445                         | 37.445                         |
| Scheidsrechter       | Nicola Rizzoli                 | Nicola Rizzoli                 |
| Assistenten          | Renato Faverani Andrea Stefani | Renato Faverani Andrea Stefani |
| Vierde man           | Martin Atkinson                | Martin Atkinson                |
| Man van de wedstrijd | Cristiano Ronaldo              | Cristiano Ronaldo              |
|                      | Portugal                       | Nederland                      |
| Doelpunten           | 2                              | 1                              |
| Gele kaarten         | 1                              | 2                              |
| Rode kaarten         | 0                              | 0                              |
| Wissels              | 3                              | 1                              |
| Schoten op doel      | 10                             | 6                              |
| Schoten naast doel   | 12                             | 7                              |
| Overtredingen        | 11                             | 7                              |
| Hoekschoppen         | 7                              | 5                              |
| Buitenspel           | 4                              | 1                              |
| Vrije trappen        | 13                             | 21                             |
| Balbezit (tijd)      | 0                              | 0                              |
| Balbezit (%)         | 42                             | 58                             |

| Portugal | 2 – 1           | Nederland |
| (João Pereira / Nani) Cristiano Ronaldo 28', 74' | goals (assists) | 11' Rafael van der Vaart (Arjen Robben) |
| Paulo Bento | bondscoach      | Bert van Marwijk |
| Rui Patrício Fábio Coentrão Pepe Bruno Alves João Pereira Miguel Veloso João Moutinho Raul Meireles 72' Cristiano Ronaldo Hélder Postiga 64' Nani 87' | opstellingen    | Maarten Stekelenburg 67' Jetro Willems Joris Mathijsen Ron Vlaar Gregory van der Wiel Rafael van der Vaart Nigel de Jong Wesley Sneijder Robin van Persie Arjen Robben Klaas-Jan Huntelaar |
| Nélson Oliveira 64' Custódio 72' Rolando 87' | wissels         | 67' Ibrahim Afellay |
| João Pereira 90+2' | gele kaarten    | 51' Jetro Willems 69' Robin van Persie |
| | rode kaarten    | |

## Wedstrijden
| Groepswedstrijden | | | |
| Groep A | Groep B | Groep C                                                                                               | Groep D |
| Polen - Griekenland Rusland - Tsjechië Griekenland - Tsjechië Polen - Rusland Tsjechië - Polen Griekenland - Rusland | Nederland - Denemarken Duitsland - Portugal Denemarken - Portugal Nederland - Duitsland Portugal - Nederland Denemarken - Duitsland | Spanje - Italië Ierland - Kroatië Italië - Kroatië Spanje - Ierland Kroatië - Spanje Italië - Ierland | Frankrijk - Engeland Oekraïne - Zweden Oekraïne - Frankrijk Zweden - Engeland Engeland - Oekraïne Zweden - Frankrijk |
| Kwartfinales | | | |
| Tsjechië - Portugal                                                                                                  | Duitsland - Griekenland | Spanje - Frankrijk                                                                                    | Engeland - Italië |
| Halve finales | | | |
| ‎Portugal - Spanje | ‎Portugal - Spanje | Duitsland - Italië                                                                                    | Duitsland - Italië                                                                                                   |
| Finale | | | |
| Spanje - Italië | | | |